# Calpa
Calpa (vagy Calpuva, az ékírásos alakok Anittasz kiáltványában URUzạ-a-al-pu-aš, URUza-a-al-pu-wa és URUza-al-pu-az, a Calpa-szövegben URUza-a-al-pu-wa és URUza-a-al-pa, vagyis Zalpa, Zalpuwa vagy Zalpuaš) két település neve.
Egyikük az Assur–Kanis útvonalon helyezkedett el, az óasszír kereskedelem korában keletkező asszír nyelvű dokumentumok Zalpa néven említik. Helyzete teljesen bizonytalan, Délkelet-Anatólia, Észak-Szíria és az Eufrátesz vidéke jöhet szóba. A Kanis II. kultúrrétegben két Calpa nevű településről tesznek említést a dokumentumok. Az egyik kārum Zalpa, azaz önkormányzattal rendelkező település, a másik viszont wabartum Zalpa, vagyis csak egy kereskedelmi lerakat. A kārum minden valószínűség szerint Észak-Szíriában keresendő (lásd Calvar), az óasszír szövegek szerint a karavánok útvonalán Haqa és Buruddum között feküdt, az utóbbi után közvetlenül már Hahhum, az eufráteszi átkelő következik. A wabartum pedig valahol Anatóliában volt. A Calpa/Calpuva megkülönböztetés valószínűleg a város/ország megnevezésére vezethető vissza. A CTH#3 első fele, amikor még önálló városról szól, Calpuvaként említi, Hakkarpilisz és Happi történetében viszont következetesen csak a Calpa alak fordul elő.
Az Anatólia északi partvidékén, a mai Törökország területén elhelyezkedő, de közelebbről szintén ismeretlen helyen fekvő, feltáratlan ókori város a jelentősebb. Legvalószínűbb helyzete a mai Bafra város környéke lehet. Hozzávetőleges lokalizálására a CTH#3 és CTH#3.1 dokumentumok alapján lehetséges (Calpa-szöveg), amelynek tartalma szerint a Nesza közelében lévő folyó Zalpuwa országánál torkollik a tengerbe.
A szöveg így szól:
ID2-ša A-NA A.AB.BA KUR URUZa-al-pu-wa pe2-e-da-a[š...]
azaz A folyó Calpuva (ország) tengeréhez vitte őket. (CTH#3)
Legkorábbi hettita írásos említése a középső kronológia szerint az i. e. 18. század végére tehető, amikor Uhnasz Kanis elleni hadjáratáról értesülünk, a legkésőbbi pedig az i. e. 14. század első felére datálható Arnuvandasz imájában található.
A legkevesebb fél évezredre tehető ismert várostörténet azzal kezdődik, hogy Uhnasz, Calpa ura elfoglalta az egyik legfontosabb asszír kereskedő kolóniát, Kanist. Ezt Anittasz CTH#1 katalógusszámon ismert dokumentumából tudjuk, amelyben Anittasz azt állítja, hogy visszaszerezte Kanis istenét Calpából. Anatólia hatti korszakának végén és a hettita korszak elején Calpa folyamatos küzdelemben volt a többi vezető territoriális fejedelemséggel (Kusszara, Nesza, Hattuszasz), és esélyese volt a főhatalom megszerzésének egészen Anittasz hadjáratáig.
Anittasz elfoglalta Calpát, királyát, Uhnaszt fogságba vetette, ettől kezdve Calpa elvesztette főhatalmi esélyeit. Betagozódott a Hettita Birodalomba és átvette a hettita szokásokat és a neszai nyelvet. A későbbiekben többször függetlenedett, lázadások központjává lett.
A kaszkák megjelenése után már nem tűnik fel a forrásokban mint hettita város. Nerik városának elvesztése kapcsán sem említik, ezért valószínű, hogy a hattuszaszi uralkodók teljesen lemondtak Calpa területéről. Arnuvandasz imádságában is (az utolsó ismert említés) a kaszkák városaként kerül szóba, sőt inkább a kaszkák által elpusztított településként.